# Cecily Strong

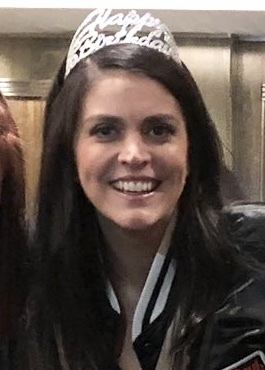
Cecily Strong, 2020

Cecily Legler Strong (* 8. Februar 1984 in Springfield, Illinois) ist eine US-amerikanische Schauspielerin.

## Leben
Cecily Strong wuchs in Illinois auf und studierte bis 2006 Schauspiel an der California Institute of the Arts. Die kommenden Jahre war sie in der Impro-Comedy-Truppe The Second City präsent. Ab 2012 gehörte sie zum Team der NBC-Comedyshow Saturday Night Live, auch in anderen TV- und Film-Produktionen, wie Ghostbusters (2016) oder The Boss (2016), war sie zu sehen.

## Filmografie (Auswahl)
- 2012–2022: Saturday Night Live (Comedyshow)
- 2013–2015: The Awesomes (Animationsserie, 13 Folgen, Stimme)
- 2015: Mit besten Absichten (The Meddler)
- 2015: Staten Island Sommer (Staten Island Summer)
- 2016: Ghostbusters (Ghostbusters: Answer the Call)
- 2016: The Boss
- 2021: Schmigadoon! (Fernsehserie)
- 2023: Leo (Stimme Mrs. Malkin)
- 2024: Garfield – Eine extra Portion Abenteuer (Stimme Marge)